# Ramón Alfredo de la Cruz Baldera

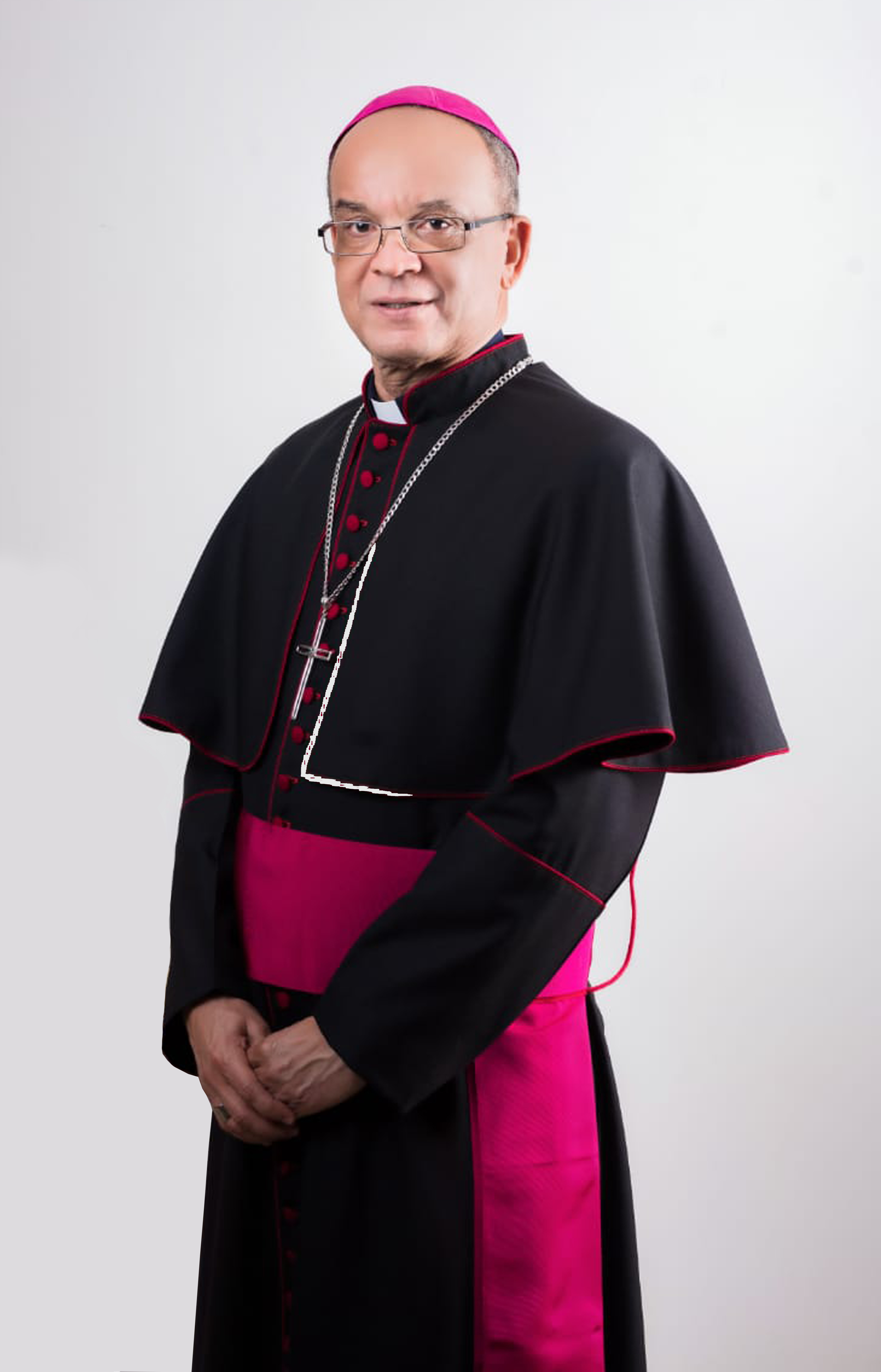
Ramón Alfredo de la Cruz Baldera, 2018

Bischofswappen

Ramón Alfredo de la Cruz Baldera (* 5. Juli 1961 in San Francisco de Macorís, Dominikanische Republik) ist ein dominikanischer Geistlicher und römisch-katholischer Bischof von San Francisco de Macorís.

## Leben
Ramón Alfredo de la Cruz Baldera trat zur Vorbereitung auf die Priesterausbildung 1977 in das Knabenseminar des Bistums La Vega ein. Ab 1981 studierte er am Priesterseminar des Erzbistums Santo Domingo und ab 1985 an der Rheinischen Friedrich-Wilhelms-Universität Bonn, an der er das Lizenziat in Theologie erwarb und anschließend zum Dr. theol. promoviert wurde. Am 12. Januar 1991 empfing er das Sakrament der Priesterweihe für das Bistum San Francisco de Macorís.
Neben verschiedenen Aufgaben in der Pfarrseelsorge war er von 1995 bis 1996 Professor für Eschatologie an der Päpstlichen Katholischen Universität von Santo Domingo. Ab 1996 war er am Priesterseminar  Santo Tomás de Aquino und ab 2001 an der Katholischen Universität Noroestana in San Francisco de Macorís tätig, deren Rektor er von 2008 bis 2014 war. Seit 2015 war er Rektor der Päpstlichen Katholischen Universität „Mater et Magistra“ in Santiago de los Caballeros.
Am 15. Mai 2021 ernannte ihn Papst Franziskus zum Bischof von San Francisco de Macorís. Die Bischofsweihe espendete ihm sein Amtsvorgänger Fausto Ramón Mejía Vallejo am 24. Juli desselben Jahres im Estadio Julián Javier in San Francisco de Macorís. Mitkonsekratoren waren dessen Amtsvorgänger als Bischof von San Francisco de Macorís, Jesús María de Jesús Moya, und der Erzbischof von Santiago de los Caballeros, Freddy Antonio de Jesús Bretón Martínez.